# Baltic Song Contest
Baltic Song Contest (švédsky: Östersjöfestivalen) je mezinárodní hudební soutěž, která se koná každoročně ve švédském Karlshamnu.

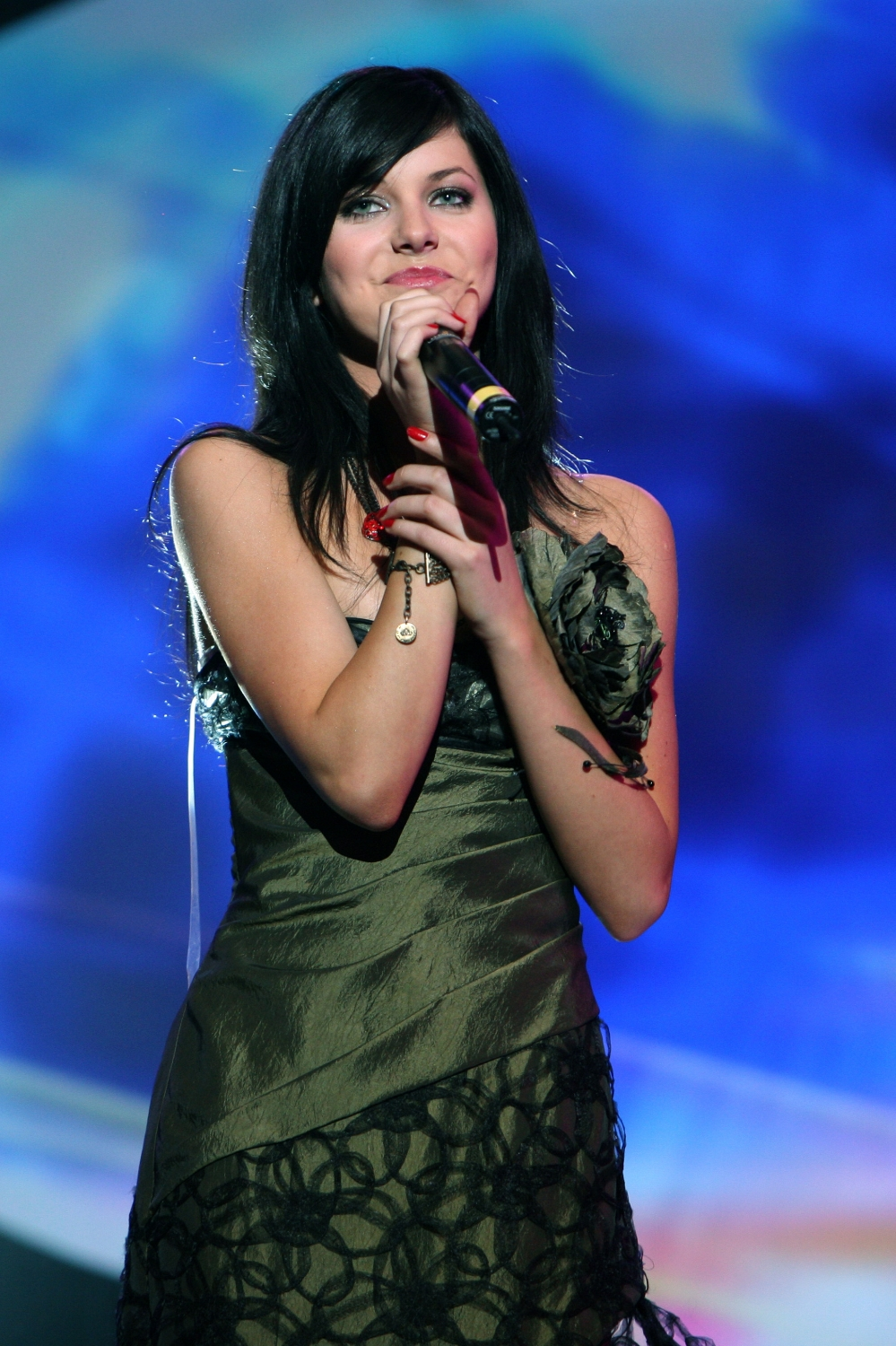
Birgit Õigemeel

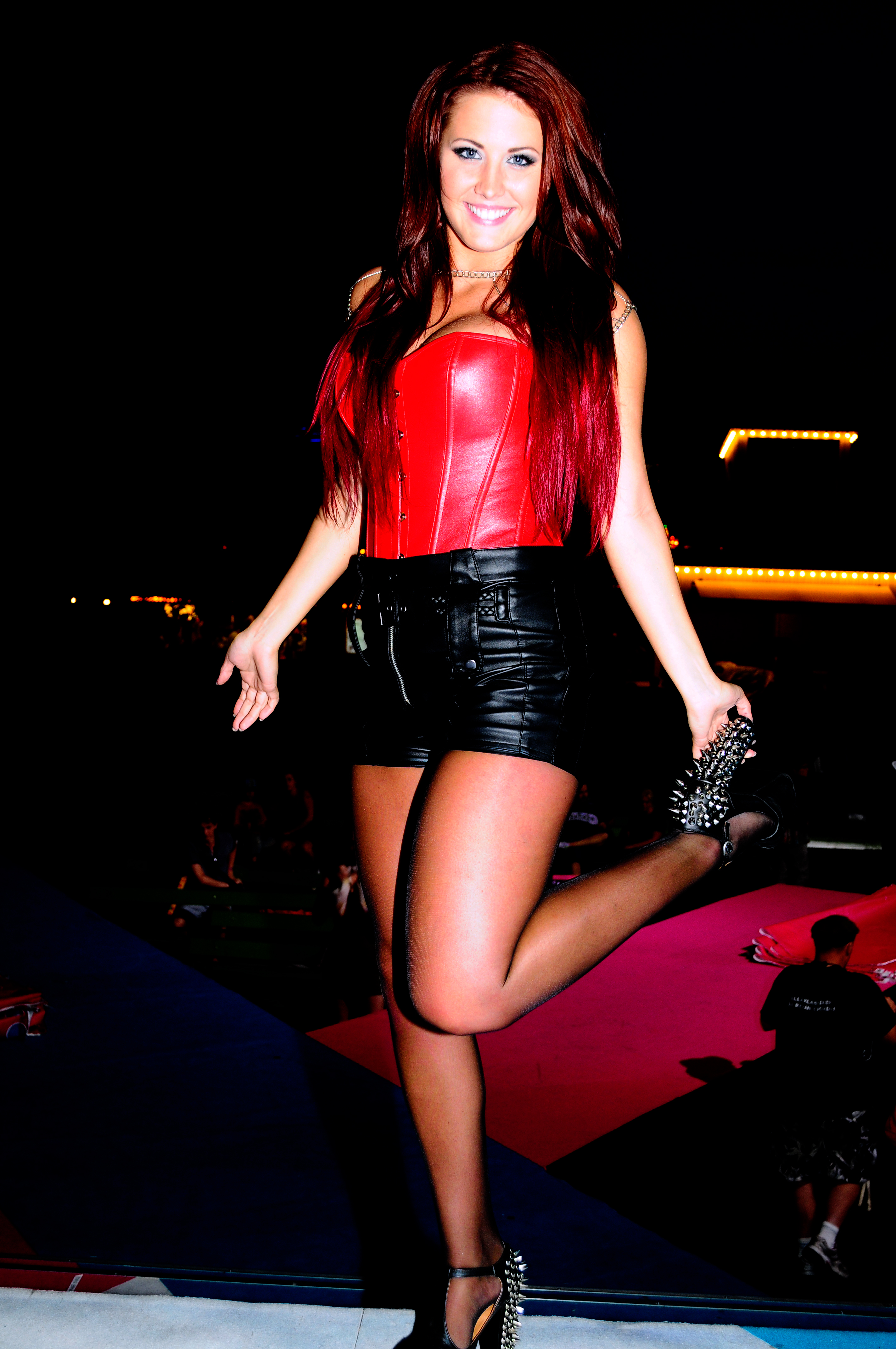
Molly Sandén

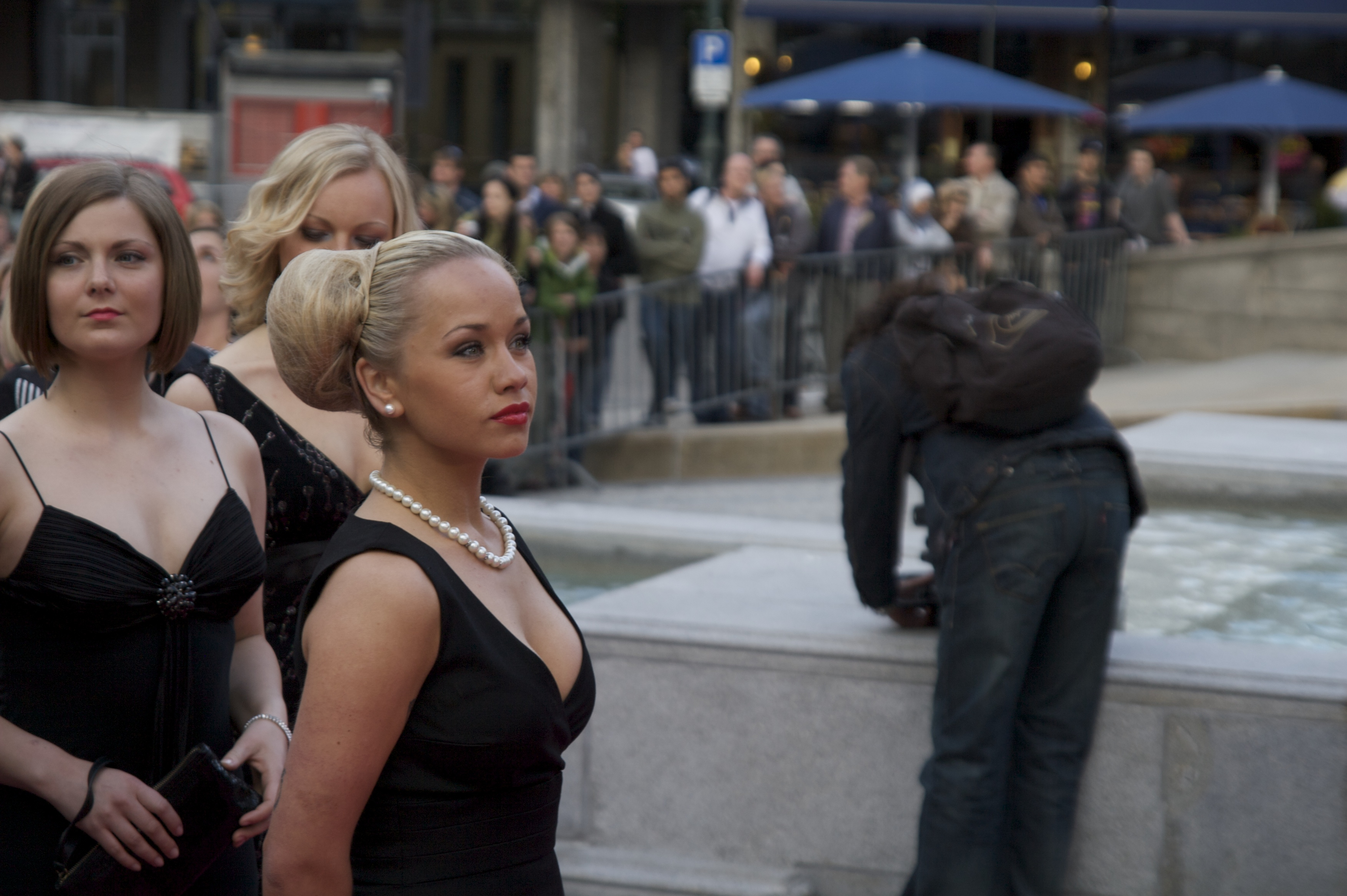
Aisha

## Soupiska účastníků 2009
Estonsko: Uku Suviste - Dance together & Searching for you
 Rusko: Jelena Jesenina - Višna & Mir bez tebja
 Litva: Zivile Ba - Stop that train & Weather forecast
 Švédsko: Jan Johansen - Calling out loud & Just a memory
 Norsko: Alexander Stenerud - Pearl & Find my girl
 Lotyšsko: Ilze Kalve - Just turn up the radio & Send a message to my phone
 Švédsko: Kiara - Like a record & Don't look down
 Polsko: PIN - Konstelacje & Niekochanie
 Švýcarsko: Ivo - She's the reason & Somebody new
 Makedonie: Elena - Nekade daleku & Million dollar player

## Soupiska účastníků 2010
Lotyšsko: Aisha - What for? & You really got me going / 1. místo
 Estonsko: Birgit Õigemeel - 365 days & Valia mu peast / 2. místo
 Rusko: Andrev Solodkiy - Happiness & Kukuška / 3. místo
 Polsko: Łzy - Twoje Serce & Czy ten Pan i Pani
 Švédsko: Molly Sanden - Take me for who I am
 Itálie: Angela Amico & Michael Fortunati - Fortunati Come & Per amore
 Irsko: Geraldine Mangan - Second look & S.O.S.
 Makedonie: Lambe Alabakovski - King without a crown & If you don't love me
 Španělsko: Virginia Trujillo - Duda en el aire & Who's got the money
 Švédsko: The Murder of my sweet - Bleed me dry & Tonight 

## Soupiska účastníků 2011
Projekt nabídl 10 reprezentantů z devíti zemí.
 Ukrajina: Matias - Myself & You're my all
 Polsko: Maciej Miecznikowski - Tokio Gdynia & Ja sie z toba wykoncze
 Estonsko: Ithaka Maria - Hopa pa-rei! & My life
 Norsko: Diskotek - I don't know your name & Promise
 Švýcarsko: Mario Pacchioli - Premier pas & What's wrong
 Makedonie: Sara Markovska - Bez sram & Kazi da na ljubovta
 Rakousko: Matara - Welcome to & Why do I
 Španělsko: Rebecca Jimenez - De que lado estas? & Despertarme contigos
 Švédsko: Ingrid Savbrant band - Summer is in full bloom & Where are you going
 Švédsko: Py Bäckman - (Om du vill) Leka & Heroes

## Soupiska účastníků 2012

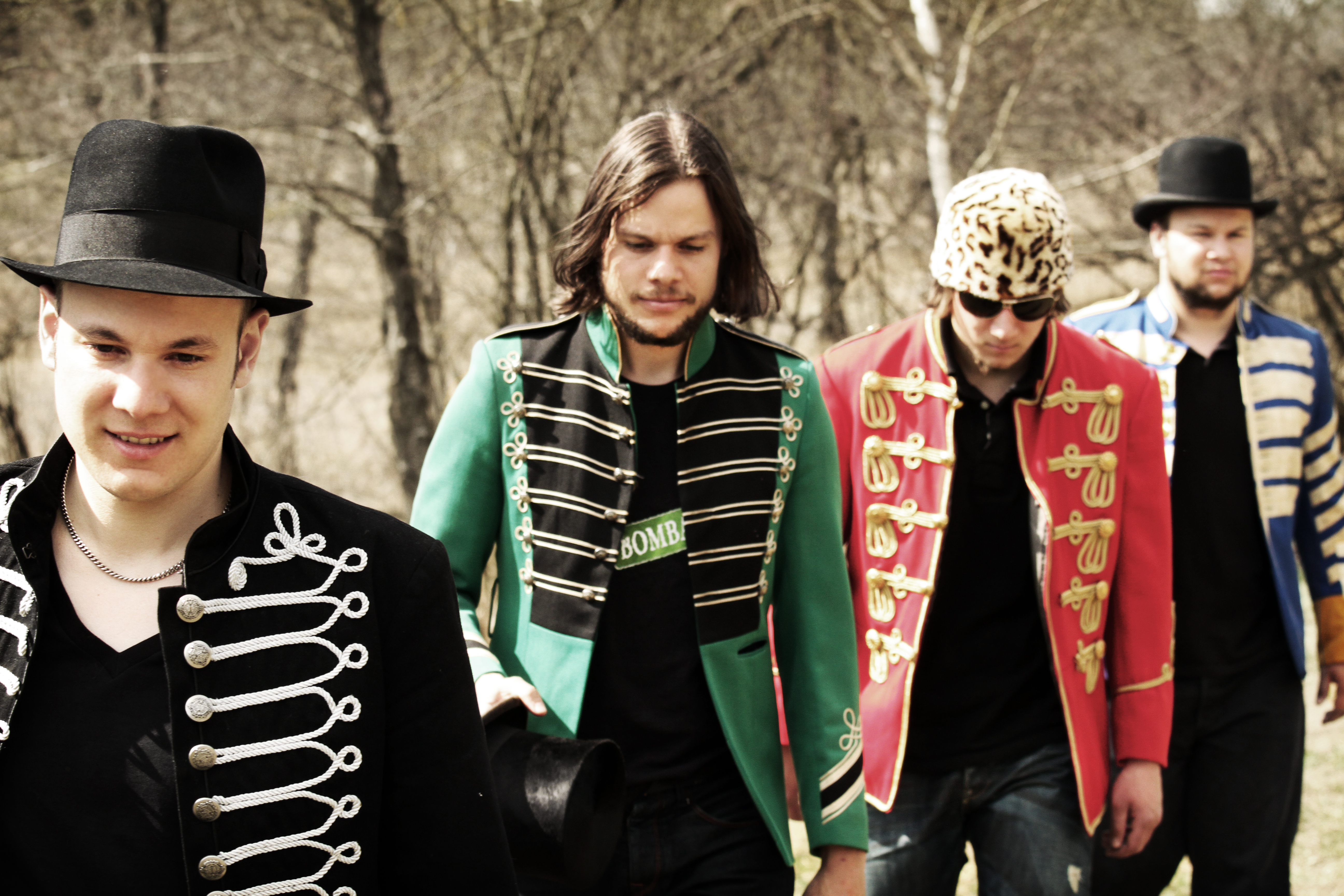
77 Bombay Street

Projekt nabídl 10 reprezentantů z devíti zemí.
 Estonsko: Rolf Roosalu - ONE ON ONE & MEMORY
 Itálie: Giovanni Scialpi - BACIAMI & ROCKING ROLLING
 Lotyšsko: Sabīne Berezina - MYSTERIOUS & IF I ONLY KNEW
 Norsko: She - IF I WAS YOU & SILLY LINE
 Polsko: Marcin Kindla - JESZCZE SIE SPOTKAMY & ZOSTAN ZE MNA
 Rakousko: Michael Vatter - YOU & IT IS ALRIGHT
 Španělsko: Cuatro Gatos - MAS ALLA DE LA REALIDAD & ME ARRESGARE MNA
 Švédsko: Mmadcatz / Regina Lund - DEMONDEZ MOI & STARLIGHT
 Švédsko: Jamie Meyre - GOOD NIGHT TO BE YOUNG & THERE'S ONLY PLAN A
 Švýcarsko: 77 Bombay Street - I LOVED LADY GAGA & UP IN THE SKY

## Soupiska účastníků 2013

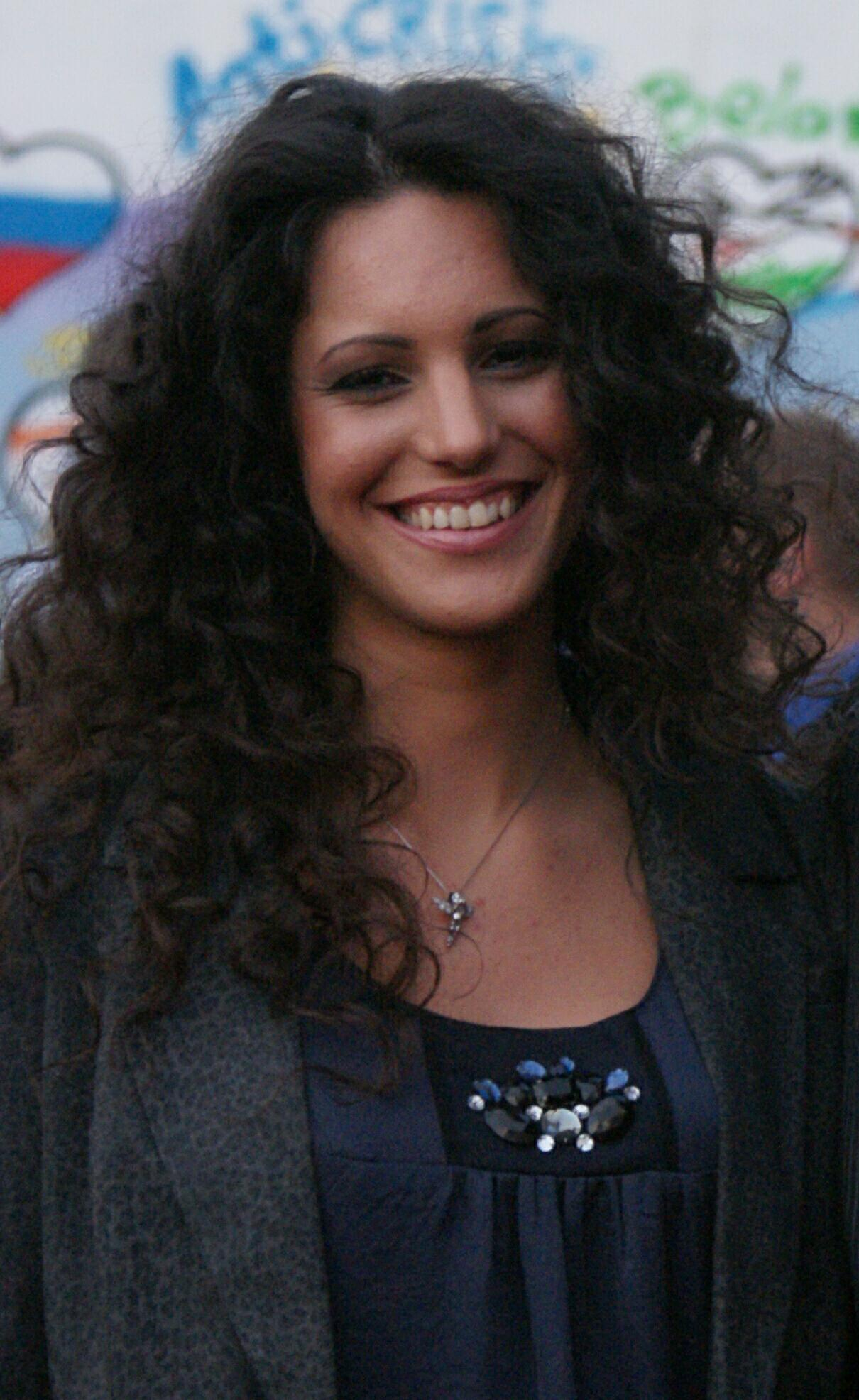
Andrea Demirović

V rámci letních slavnostní se v tomto městě uskuteční tento velkolepý projekt i v letošním roce a divákům nabídne celkem 10 reprezentantů z devíti zemí.
 Černá Hora: Andrea Demirović - Odlazim & All The Best

 Estonsko: Liis Lemsalu - Killing Me & Got To Be

 Itálie: Marcello Pallanca - Io E Te & Dimmi Come Fai

 Lotyšsko: Lauris Reiniks - Is It You & Banjo Laura

 Norsko: Karen Bernardino - Said and Done & Pieces

 Polsko: Margaret - Thank You Very Much & I Get Along

 Slovensko: Peter Bič Project - Hey Now & Thinking About You

 Švédsko: Miriam Bryant - Push Play & Finders Keepers

 Švédsko: Tove Jaarnnek - I Believe & I've Been Touched By You

 Velká Británie: Moya - Making Me Fall & A Little More Love

- Černá Hora: Andrea Demirović - Odlazim